# Гай Папирий Карбон (претор 168 пр.н.е.)
Вижте пояснителната страница за други личности с името Гай Папирий Карбон.
Гай Папирий Карбон (на латински: Gaius Papirius Carbo) e римски политик и сенатор.

## Биография
Произлиза от плебейския клон Карбони на старата патриции фамилията Папирии. През 168 пр.н.е. става претор и получава провинция Сардиния, но не отива, а остава в Сената.
Баща е на четирима сина, на оратора Гай Папирий Карбон (* 164 пр.н.е., консул 120 пр.н.е.) и на Гней Папирий Карбон (консул 113 пр.н.е.), Марк Папирий Карбон и Публий Папирий Карбон.
Дядо е на Гай Папирий Карбон Арвина (народен трибун 90 пр.н.е.) и на Гней Папирий Карбон (консул 85, 84 и 82 пр.н.е.) и Гай Папирий Карбон (убит 80 пр.н.е. от своите войници с камъни).